# ホテル・エルロワイヤル
『ホテル・エルロワイヤル』（原題：Bad Times at the El Royale）は、2018年のアメリカ合衆国のミステリ映画。監督はドリュー・ゴダード、出演はジェフ・ブリッジス、クリス・ヘムズワースら。訳ありの宿泊客たちが泊まるホテルの思わぬ事態を描いている。

## ストーリー
1969年、カリフォルニア州とネバダ州の州境の上に立つさびれたホテル「エルロワイヤル」に集まった7人の男女。彼らはお互いに全く関係のない人生を送っていた者たちであったが、全員が重大な秘密を抱えていた。やがて、それぞれの正体と、ホテルに隠された衝撃の真実が浮かび上がってくる。

## キャスト
※カッコ内は日本語吹替
- ダニエル・フリン神父: ジェフ・ブリッジス（菅生隆之）
- ダリーン・スウィート: シンシア・エリヴォ（鹿野真央）
- エミリー・サマースプリング: ダコタ・ジョンソン（瀬戸麻沙美）
- ララミー・シーモア・サリヴァン: ジョン・ハム（山寺宏一）
- ローズ・サマースプリング: ケイリー・スピーニー（小見川千明）
- マイルズ・ミラー: ルイス・プルマン（亀田佳明）
- ビリー・リー: クリス・ヘムズワース（森川智之）
- フェリックス・オケリー: ニック・オファーマン
- バディ・サンデイ: グザヴィエ・ドラン
- ウッドベリー・ローレンス医師: シェー・ウィガム
- ラーセン・ロジャース: マーク・オブライエン
- サミー・ワイルズ: チャールズ・ハルフォード（英語版）
- ミルトン・ワイリック: ジム・オヘア（英語版）
- ウェアリング（ウェイド）・エスピリトゥ: マニー・ハシント（英語版）
- ゴードン・ホフマン: ウィリアム・B・デイヴィス

## 製作
2017年3月8日、20世紀フォックスがドリュー・ゴダード監督の新作映画の権利を購入したと報じられた。8月23日、クリス・ヘムズワースとジェフ・ブリッジスが本作に出演することになったとの報道があった。なお、ゴダード監督はトム・ホランドに出演オファーを出していたが、交渉は不首尾に終わった。24日、ケイリー・スピーニーの起用が発表された。29日、シンシア・エリヴォの出演が決まったと報じられた。2018年1月8日、ダコタ・ジョンソンがキャスト入りしたとの報道があった。29日、本作の主要撮影がカナダのバンクーバーで始まった。2月、ニック・オファーマンの出演が決まった。

## 音楽
2018年10月12日、マイケル・ジアッチーノが本作のために作曲した楽曲を収めたアルバムと本作のサウンドトラックが別々に発売された。なお、劇中で使用されたにも拘わらず、サウンドトラックには収録されたなかった楽曲も幾つか存在する。
ゴダード監督が本作を「音楽へのラブレター」と表現していることからも分かるように、本作は音楽に特に力を注いだ作品でもある。シンシア・エリヴォの歌唱シーンは撮影時に実際に歌唱が行われており、口パクのシーンは一つもない。使用された主な楽曲は以下のとおり。
- 「ジス・オールド・ハート・オブ・マイン」（シンシア・エリヴォ）
- 「ヒーズ・ア・レベル」（ハーヴィー・メイソン・Jr）
- 「君の瞳に恋してる」（フランキー・ヴァリ）
- 「バーナデット」（フォー・トップス）
- 「あの娘のレター」（ボックス・トップス）
- 「朝日をもとめて」（ママス&パパス）
- 「ベイビー・アイ・ラブ・ユー」（トミー・ロウ）
- 「ハッシュ」（ディープ・パープル）
- 「アンチェインド・メロディ」（シンシア・エリヴォ）

## 公開・マーケティング
2018年5月29日、本作の劇中写真が初めて公開された。6月7日、本作のティーザー・トレイラーが公開された。8月28日、本作のオフィシャル・トレイラーが公開された。9月27日、本作はファンタスティック・フェストでプレミア上映された。28日、本作はサン・セバスティアン国際映画祭のクロージング作品として上映された。日本では劇場未公開だが、2019年3月6日からデジタル配信が開始され、DVDとブルーレイが同年4月19日に発売された。

## 興行収入
本作は『グースバンプス 呪われたハロウィーン』及び『ファースト・マン』と同じ週に封切られ、公開初週末に900万ドル前後を稼ぎ出すと予想されていたが、実際の数字はそれを下回るものであった。2018年10月12日、本作は全米2808館で公開され、公開初週末に713万ドルを稼ぎ出し、週末興行収入ランキング初登場7位となった。

## 評価
本作は批評家から好意的に評価されている。映画批評集積サイトのRotten Tomatoesには230件のレビューがあり、批評家支持率は75%、平均点は10点満点で6.67点となっている。サイト側による批評家の見解の要約は「スマートかつスタイリッシュな作品であり、名演技を随所で見ることができる作品でもある。『ホテル・エルロワイヤル』は辛辣な社会風刺を込めつつも、純粋なポップコーン・ムービーの面白さを観客に届けている。」となっている。また、Metacriticには43件のレビューがあり、加重平均値は60/100となっている。なお、本作のCinemaScoreはB-となっている。